# Stourbridge
Stourbridge is een plaats in het bestuurlijke gebied Dudley, in het Engelse graafschap West Midlands. De plaats telt 54.661 inwoners.

## Geboren
- Kathleen Booth (1922-2022), computerdeskundige en wiskundige
- Cedric Hardwicke (1893-1964), acteur
- Terry Davis (1938-2024), politicus
- Jude Bellingham (2003), voetballer